# Giuseppe Tornatore

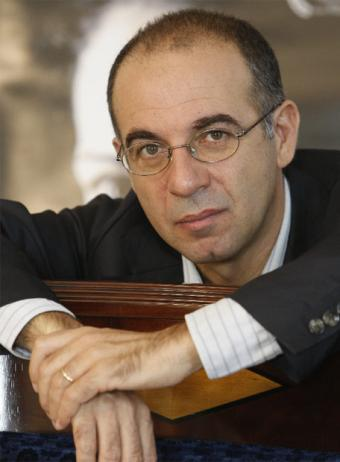
Giuseppe Tornatore (1990)

Giuseppe Tornatore (* 27. Mai 1956 in Bagheria, Sizilien) ist ein italienischer Filmregisseur, Drehbuchautor und Filmproduzent. Für den Film Cinema Paradiso wurde er 1990 mit dem Oscar für den Besten fremdsprachigen Film und weiteren Preisen ausgezeichnet.
Tornatore ist auch durch seine langjährige Zusammenarbeit mit dem Komponisten Ennio Morricone bekannt, über den er auch 2021 den Dokumentarfilm Ennio Morricone – Der Maestro drehte.

## Leben
Giuseppe Tornatore wuchs mit seinem Bruder Francesco Tornatore, der später ebenfalls Filmproduzent wurde, in Bagheria auf. Bereits mit etwa zehn Jahren leitete er als Mitglied einer Theatergruppe an seiner Schule die Aufführung von Stücken von Luigi Pirandello und Eduardo De Filippo. Als Jugendlicher arbeitete er als freier Fotograf; er kaufte sich vom ersten verdienten Geld eine Super-8-Filmkamera, einen Filmprojektor und eine Ausrüstung für den Filmschnitt.
Nach dem Abitur am Gymnasium Francesco Scaduto seines Heimatortes drehte er die ersten Dokumentarfilme. Gegenstand waren zumeist Themen seiner Heimat Sizilien. Mit der Dokumentation Minoranze etniche in Sicilia (Ethnische Minderheiten in Sizilien) gewann er auf dem Filmfestival in Salerno seinen ersten Preis. Anfang der 1980er Jahre ging er nach Rom. Dort war er gleich mit seinem ersten Spielfilm, Il camorrista (1986), der das Leben des Camorra-Bosses Raffaele Cutolo zur Grundlage hat, erfolgreich.
1993 war Giuseppe Tornatore Jury-Mitglied beim Filmfestival in Cannes.
2009 eröffnete Tornatore mit seinem Film Baarìa – La porta del vento die 66. Filmfestspiele von Venedig. Die Komödie mit Monica Bellucci, Raoul Bova und Ángela Molina, benannt nach seinem Heimatort Bagheria, verfolgt das Leben von drei Generationen auf Sizilien. In einer Szene des Films ließ Tornatore vor laufender Kamera ein Hausrind mit einer Ahle niederstechen und verbluten. Die Szene wurde in Tunesien gedreht, um das italienische Tierschutzgesetz bzw. Strafgesetz zu umgehen. Die Tötung des Tieres rief zunächst heftige Proteste hervor. Persönlichkeiten aus Kultur und Politik distanzierten sich deswegen vom Film.
Sein Dokumentarfilm Ennio über den Komponisten Ennio Morricone, mit dem Tornatore im Lauf seiner Karriere mehrfach zusammengearbeitet hatte, wurde im September 2021 bei den 78. Internationalen Filmfestspielen von Venedig gezeigt.
Ende 2023 drehte Tornatore für den Telekommunikationskonzern TIM den Werbefilm Il labirinto, der sich gegen die Diskriminierung der Frauen bei der Arbeit positioniert. Das Video wurde auf YouTube innerhalb von neun Tagen sechs Millionen Mal aufgerufen.
Im Jahr 2024 wurde er in die Wettbewerbsjury der 81. Filmfestspiele von Venedig berufen.

## Filmografie (Auswahl)
Regie
- 1986: Der Professor (Il camorrista)
- 1990: Allen geht’s gut (Stanno tutti bene)
- 1994: Eine reine Formalität (Una pura formalità)

Regie und Drehbuch
- 1988: Cinema Paradiso (Nuovo Cinema Paradiso)
- 1995: Der Mann, der die Sterne macht (L’uomo delle stelle)
- 1998: Die Legende vom Ozeanpianisten (Novecento – La leggenda del pianista sull’oceano)
- 2000: Der Zauber von Malèna (Malèna)
- 2006: Die Unbekannte (La sconosciuta)
- 2009: Baarìa (Baarìa – La porta del vento)
- 2013: The Best Offer – Das höchste Gebot (La migliore offerta)
- 2016: La corrispondenza
- 2021: Ennio Morricone – Der Maestro (Ennio, Dokumentarfilm)

Drehbuch
- 1984: Die 100 Tage von Palermo (Cento giorni a Palermo)

Produktion
- 1997: Il figlio di Bakunin
- 2000: Il manoscritto del Principe
- 2006: La sconosciuta

## Auszeichnungen (Auswahl)
Sein zweiter Spielfilm, Cinema Paradiso, erhielt 1990 einen Oscar in der Kategorie Bester fremdsprachiger Film. Tornatore gewann für seine Filme auch mehrmals den Nastro d’Argento. Weitere Auszeichnungen:
- 1989: Internationale Filmfestspiele von Cannes für Cinema Paradiso
- 1990: Internationale Filmfestspiele von Cannes für Allen geht’s gut
- 1991: British Academy of Film and Television Arts für Cinema Paradiso
- 1995: Internationale Filmfestspiele von Venedig für Der Mann, der die Sterne macht
- 1996: David di Donatello für Der Mann, der die Sterne macht
- 1999: David di Donatello für Die Legende vom Ozeanpianisten
- 2007: David di Donatello für Die Unbekannte
- 2009: Internationale Filmfestspiele von Venedig für Baarìa